# Christopher Jakobsen
Christopher Jakobsen (ur. 14 września 1994) – duński piłkarz występujący na pozycji pomocnika.

## Życiorys
Seniorską karierę rozpoczął w 2014 roku w barwach Hillerød Fodbold. W sezonie 2014/2015 awansował z tym klubem do Danmarksserien. W sezonie 2016/2017 grał w BK Avarta, po czym wrócił do Hillerød.
Zagrał w piłkarskiej reprezentacji Danii w meczu 5 września 2018 roku ze Słowacją. Występ Jakobsena miał związek z protestem podstawowych reprezentantów kraju, którzy nie potrafili porozumieć się z DBU. Jakobsen wszedł na boisko w 77 minucie, zmieniając Simona Vollesena. Dania przegrała mecz 0:3.

## Statystyki ligowe
| Sezon     | Klub             | Liga            | Mecze | Gole |
| --------- | ---------------- | --------------- | ----- | ---- |
| 2014/2015 | Hillerød Fodbold | Sjællandsserien | ?     | ?    |
| 2015/2016 | Hillerød Fodbold | Danmarksserien  | ?     | ?    |
| 2016/2017 | BK Avarta        | 2. division     | 18    | 1    |
| 2017/2018 | Hillerød Fodbold | 2. division     | 27    | 0    |
| 2018/2019 | Hillerød Fodbold | 2. division     | 25    | 2    |
| 2020/2021 | Hillerød Fodbold | 2. division     | 16    | 0    |